# Behren-Lübchin
Behren-Lübchin é um município da Alemanha, situado no distrito de Rostock, no estado de Mecklemburgo-Pomerânia Ocidental. Tem 68,96 km² de área, e sua população em 2019 foi estimada em 899 habitantes.